# Нерівність Пеєтре
У математиці нерівність Пеєтре є нерівністю на векторних просторах названою на честь естонського математика Яака Пеєтре. 
Для довільного дійсного числа t і векторів x і y у Rn, вірною є нерівність:
{\displaystyle \left({\frac {1+|x|^{2}}{1+|y|^{2}}}\right)^{t}\leqslant 2^{|t|}(1+|x-y|^{2})^{|t|}.}
Нерівність часто використовується у функціональному аналізі і теорії диференціальних рівнянь.

## Доведення
Для довільних векторів {\displaystyle y,z\in \mathbb {R} ^{n}} із нерівності Коші — Буняковського і означення норми вектора випливає, що
{\displaystyle {\begin{aligned}1+|y-z|^{2}&=1+|y|^{2}+2(y,z)+|z|^{2}\\&\leqslant 1+|y|^{2}+2|y||z|+|z|^{2}\\&\leqslant 1+2|y|^{2}+2|z|^{2}\\&\leqslant 2(1+|y|^{2})(1+|z|^{2}).\end{aligned}}}
Якщо позначити {\displaystyle x=y-z} то одержується нерівність:
{\displaystyle 1+|x|^{2}\leqslant 2(1+|y|^{2})(1+|x-y|^{2}).}
Якщо {\displaystyle t>0} то після піднесення цієї нерівності у степінь t одержується твердження нерівності Пеєтре. Якщо {\displaystyle t<0} то {\displaystyle -t>0} і тому після зміни місцями  векторів {\displaystyle y} і {\displaystyle x} і піднесення нерівності у степінь {\displaystyle -t} одержиться нерівність:
{\displaystyle (1+|y|^{2})^{-t}\leqslant 2^{-t}(1+|x|^{2})^{-t}(1+|x-y|^{2})^{-t}.}
Нерівність Пеєтре одержується після множення обидвох частин останньої нерівності на {\displaystyle (1+|x|^{2})^{t}} і врахування того факту, що у цьому випадку {\displaystyle |t|=-t.}
Якщо {\displaystyle t=0}, то обидві сторони нестрогої нерівності Пеєтре є рівними 1.